# Ларрі Маллен
Ла́ррі Ма́ллен (англ. Lawrence Joseph Mullen, Jr., нар. 31 жовтня 1961 року) — музикант, відомий насамперед як ударник гурту U2.

## Біографія
Маллен — середня дитина та єдиний син Ларрі та Маурін Маллен, народився 31 жовтня 1961 року. Виріс в Артейні, північному передмісті Дубліна. Маллен почав грати на ударних інструментах у віці 9 років під керівництвом ірландського барабанщика Джо Бонні, а пізніше його дочки Моніки. В 1971 році Ларрі був представлений одному з давніх друзів батька, барабанщику Веслі Керру, який навчав його аж до смерті молодшої сестри Маллена, Мері, в 1973 році. Мати Маллена загинула в автокатастрофі в листопаді 1978 року, через два роки після заснування U2.
До заснування U2 Маллен полягав у дублінському маршовому оркестрі Artane Boys Band, привніс армійські барабанні ритми в його звичайну гру, наприклад, в пісню Sunday Bloody Sunday. Наприкінці 1976 року Маллен заснував U2, помістивши нині відоме повідомлення на дошці оголошень загальноосвітньої школи Mount Temple, що містить щось на кшталт «ударник шукає музикантів для створення групи». Група, початково складається з Ларрі Маллен, Пола Хьюсон (Боно), Девіда Еванса (Еджа) та його брата Діка Еванса, Адама Клейтона та двох друзів Маллена: Айвена Мак-Корміка та Пітера Мартіна, спочатку називалася «Група Ларрі Маллен», але швидко змінила ім'я на Feedback («фідбек», «заведенням»), оскільки це був один з небагатьох відомих їм музичних термінів, і згодом на The Hype. Незабаром після створення, групу покинули Мак-Кормік та Мартін, і вона, до того часу відома під ім'ям The Hype, стала квінтетом. Незадовго до перемоги в Лімерику на ірландському конкурсі талантів, вони знову змінили свою назву, нарешті, на U2, формально зробивши це на прощальному концерті Діка Еванса, ставши групою-квартетом як сьогодні. 
Зі зростанням популярності U2 Маллен додав закінчення «молодший» до свого імені, щоб його перестали плутати з батьком (теж Ларрі Малленом), які отримували великі податкові рахунки, призначені для сина. Маллен не одружений, але живе зі своєю подругою Енн Ейксона понад 30 років. у них троє дітей: Аарон Елвіс (народився в 1995 році), Ава (народилася в 1998 році) і Езра (народився в 2001).
Двоюрідний брат Маллена, Оуен, в 1994 році виграв чемпіонат Ірландії з футболу у складі команди Шемрок Роверс. 
Ларрі вважається «гальмом групи», і воліє давати іншим учасникам групи бути в центрі уваги на інтерв'ю. Маллен грав на синтезаторі або клавішних у деяких піснях, включаючи United Colors з Original Soundtracks 1, альбому, який ніколи йому не подобався. Маллен обожнює мотоцикли Harley-Davidson та великий шанувальник Елвіса Преслі. Останнім часом він проживає в Хаут, передмісті Дубліна.

## Стиль і техніка
|  | Люди кажуть: «Чому б вам не дати інтерв'ю ? Що ви думаєте про це ? Що ви думаєте про те ?» Моя справа в групі — грати на ударних, виходити на сцену та об'єднувати групу. Ось що я роблю. За великим рахунком це все, що важливо. Все інше справи не стосується. Оригінальний текст (англ.) People say, "Why don't you do interviews? What do you think about this? What do you think about that?" My job in the band is to play drums, to get up on stage and hold the band together. That's what I do. At the end of the day that's all that's important. Everything else is irrelevant. |

Після створення U2 стиль і техніка гри Маллена почали розвиватися. На перших порах його внесок у справу групи часто обмежувався барабанним дробом та сполучними пасажами, але пізніше він став більш залученим у створення пісень, особливо в союзі з Адамом Клейтоном, його партнером по ритм-секції, з яким співпрацював у сольних проєктах. Коли група вперше за своє існування укладала контракт із лейблом CBS Records, ті відмовлялися підписувати групу, якщо Маллен не піде. Він залишився, і в результаті його гра на ударних стала більш вбудованою у структуру пісень. Підлітковий досвід Ларрі Маллена в Artane Boys Band істотно вплинув на армійські барабанні ритми, характерні для багатьох пісень U2, допомагаючи викликати військові образи. 
Під час запису альбому Pop в 1996 році Маллен страждав від важкої болі в спині. Запис затримали у зв'язку з хірургічним втручанням. Коли він покинув лікарню та повернувся в студію, то виявив, що інші учасники групи більше, ніж будь-коли експериментують з електронними драм-машинами, багато в чому спонукувані, що так повинно бути, захопленням Еджа танцювальною музикою та хіп-хопом. І, ще слабкий після операції, він, нарешті, поступився Еджу і продовжив використовувати драм-машини, які сильно посприяли електронному відчуттю альбому.
Протягом кар'єри Маллен мав проблеми через тендиніт. Як засіб зниження болю і запалення він почав використовувати спеціально розроблені барабанні палички Pro-Mark. Він використовує барабани Yamaha та тарілки Paiste. Журнал Stylus помістив його на 21 місце в списку 50 найвидатніших рок-барабанщиків.

## Конфігурація ударної установки
- Тарілки Paiste Signature:
  - 16" Power Crash;
  - 17" Power Crash;
  - 18" Power Crash;
  - 18" Full Crash;
  - 22" Power Ride;

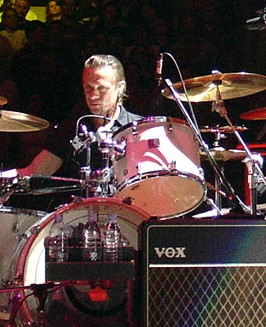
Маллен в 2005 році

  - 14" хай-хети Heavy та Sound Edge.
- Барабани Yamaha Birch Custom Absolute Nouveau (починаючи з туру Elevation; раніше він використовував барабани Yamaha Maple Custom тих же розмірів):
  - 14x10" підвісний тому;
  - два 16x16" підлогових томи (один ліворуч від хай-хета і один праворуч від малого барабана в турі Vertigo). У попередніх турах він використовував підлогові томи 18x16" ліворуч від хетов;
  - 14x7" малий барабан Brady Sheoak Block — основний в турі Vertigo. У турах ZooTV та Elevation він використовував малий барабан 12x7" Sheoak Block. В турі Popmart переважно використовувався 14x6" Jarrah Block. На деяких концертах він використовував малий барабан 14x6" Jarrah Ply замість Block;
  - 24x16" бас-барабан. Під час туру ZooTV виключно для малої сцени використовувався 22x16". З того часу він не використав відмінний від основного бас-барабан ні в одному турі.
- Японські дубові барабанні палички Pro-Mark 5A[9].
- Безліч інших ударних інструментів, включаючи ковбелі LP.